# Žužemberk
Žužemberk (IPA: [ˈʒuːʒɛmbɛrk]ⓘ) (németül Seisenberg IPA: [ˈzaezn̩bɛɐk]) kisváros Szlovéniában, Délkelet-Szlovénia statisztikai régióban, Ljubljanától 48 km-re délkeletre. A azonos nevű község székhelye.

## Története
A település, később pedig a piac és a falu, a Žužemberk-vár körül fejlődött ki, a Krka folyó mellett. A települést először 1246-ban említik meg, piaci jogú város 1399-ben lett. 1413-ban a Žužemberki Egyházmegye székhelye lett. Jelenleg az egyházmegyében 12 templom van. 1828-ban nyitották meg az általános iskolát. 1868 és 1940 között a járási bíróság és más állami szervezetek működtek itt. 1998-ban a város az azonos nevű község székhelye lett.
A központban egy öntöttvasból készült kút található, melyet kőportálos emeletes házak vesznek körül.